# Sandra Regnier

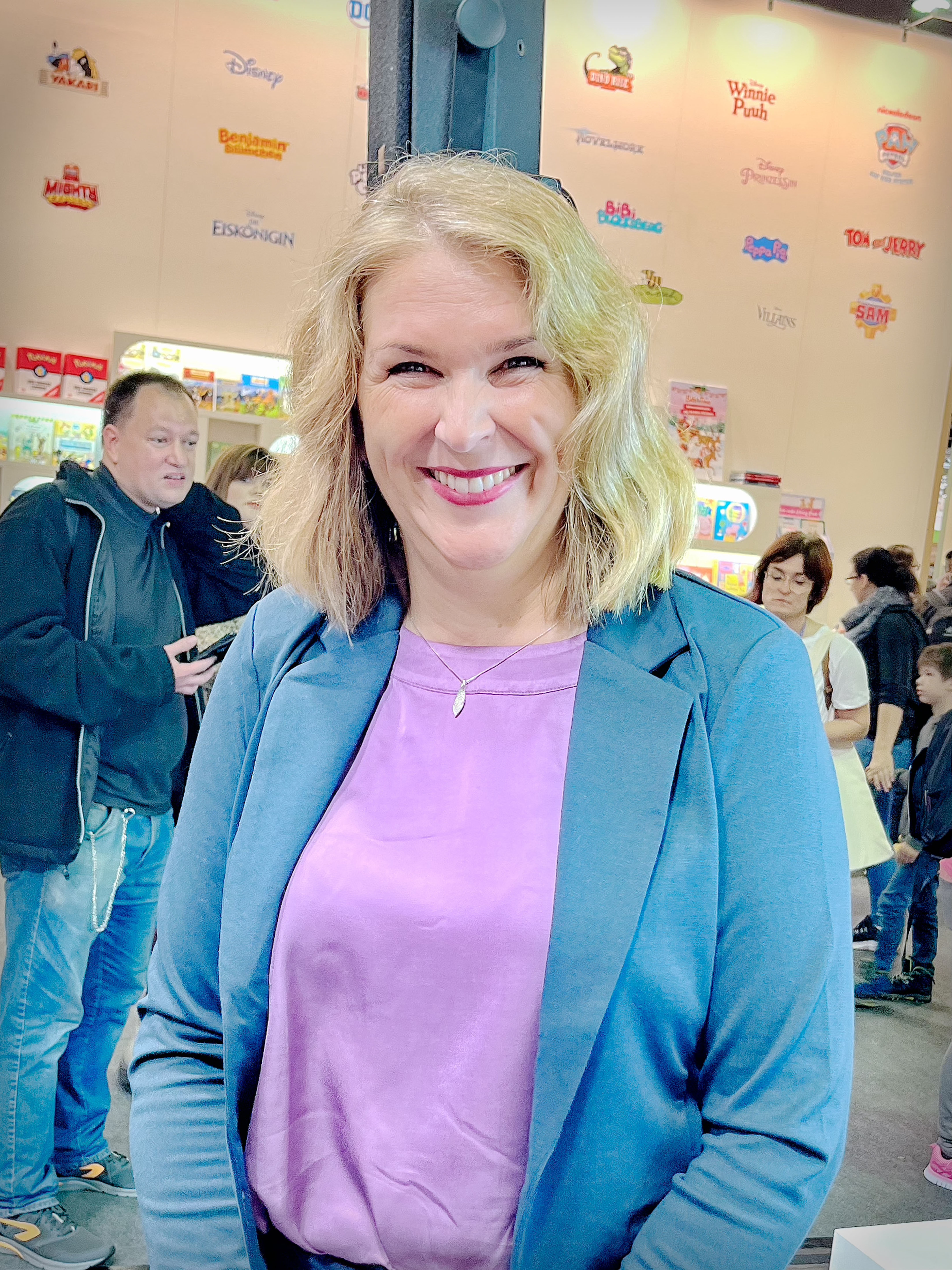
Sandra Regnier auf der Frankfurter Buchmesse 2022

Sandra Regnier (* 3. September 1974) ist eine deutsche Autorin. Sie schreibt hauptsächlich Jugend-Fantasy-Romane.

## Beruflicher Werdegang
Regnier machte nach der Mittleren Reife eine Ausbildung zur Beamtin bei der Deutschen Telekom. Sie arbeitete zunächst bei der Kreissparkasse und  wechselte später in die Tourismusbranche. Nach der Geburt des dritten Kindes übernahm sie in Teilzeit die Leitung der Schulbibliothek einer Realschule.
Regnier schrieb zunächst nur zur Freizeitbeschäftigung. Die Pan-Trilogie wurde für das E-Book-Label Impress vom Carlsen Verlag produziert und nach vier Monaten ins Taschenbuchprogramm übernommen. Im April und August 2014 wurden die beiden anderen Bände ebenfalls als Taschenbuch publiziert. Zwischenzeitlich wurde die Trilogie auch im Ausland verkauft. Regnier schreibt mittlerweile hauptberuflich.

## Auszeichnungen
- 2014 LovelyBooks Leserpreis Gold in der Kategorie Bestes E-Book Only für Pan-Trilogie[2]
- 2015 LovelyBooks Leserpreis Bronze in der Kategorie Bestes E-Book Only für Die Nacht der Lilie[2]

## Werke (Auswahl)

### Die Pan-Trilogie
- Das geheime Vermächtnis des Pan. Carlsen Verlag, Hamburg 2014, ISBN 978-3-551-31380-5.
- Die dunkle Prophezeiung des Pan. Carlsen Verlag, Hamburg 2014, ISBN 978-3-551-31396-6.
- Die verborgenen Insignien des Pan. Carlsen Verlag, Hamburg 2014, ISBN 978-3-551-31435-2.
- Die magische Pforte der Anderwelt (Pan-Spin-off). Carlsen Verlag, Hamburg 2017, ISBN 978-3-551-31687-5.
- Das gestohlene Herz der Anderwelt (Pan-Spin-off). Carlsen Verlag, Hamburg 2019, ISBN 978-3-551-31708-7.

### Die Lilien-Reihe
- Die Stunde der Lilie. Carlsen Verlag, Hamburg 2014, ISBN 978-3-646-60073-5.
- Die Nacht der Lilie. Carlsen Verlag, Hamburg 2015, ISBN 978-3-646-60074-2.

### Die Zeitlos-Trilogie
- Das Flüstern der Zeit. Carlsen Verlag, Hamburg 2015, ISBN 978-3-646-92741-2.
- Die Wellen der Zeit. Carlsen Verlag, Hamburg 2015, ISBN 978-3-551-31440-6.
- Die Flammen der Zeit. Carlsen Verlag, Hamburg 2016, ISBN 978-3-646-92743-6.

### Lyoness
- Die magische Krone von Lyoness.Carlsen Verlag, Hamburg 2022, ISBN 978-3-551-58469-4.

### Sammelbände
- Das Herz der Lilie. (Lilien-Dilogie in einem Band), Carlsen Verlag, Hamburg 2017, ISBN 978-3-551-31634-9.

### Einzelwerke
- Schauspieler küssen anders. Drachenmond Verlag, Leverkusen 2012, ISBN 978-3-931989-75-0.
- Zehn Mal fantastische Weihnachten (Anthologie). Carlsen Verlag, Hamburg 2013, ISBN 978-3-646-60033-9.